# デービット・ホルトン
デービット・ホルトン（David Halton）は起業家であり、スポーツ栄養サプリメント会社、株式会社ボディプラスインターナショナルとHALEO, Incの創設者。株式会社ボディプラスインターナショナルはBリーグプロバスケットボールチーム、仙台89ERSのスポンサー。ホルトンは東京の代官山にあるジムHALEO代官山および米国カリフォルニア州サンディエゴ市のHALEO, Inc.のオーナーでもある。

## 人物
1975年9月12日、カナダのアルバータ州エドモントン市でカナダ人を父親、日本人を母親として生まれる。父親はホルトンが5歳の時に死去。姉と共にシングルマザーの母親に育てられた。14歳で日本を訪れた時に初めて丸の内のビジネス街を目にし、日本で会社を作ろうと思う。高校を中退した後、19歳で来日、日本で起業することになる。

## 略歴
21歳の時、仙台市の自宅アパートの一室から始めて開業。日本で2社、アメリカで1社を立ち上げたがアメリカの会社は6千万円の負債を抱えて倒産。その後日本でHALEOとバルクスポーツという自社ブランドの製造を開始。
2009年には宮城県仙台市にHALEO本社（アセンドビル）を建設。
2010年には格闘技の前プライドチャンピオン三崎和雄選手と共に、日本人選手を集めてHALEO TOP TEAMを作った。
2011年、東日本大震災が発生し仙台は地震と津波の災害に襲われる。ホルトンの事業も個人資産も一夜にして失われそうになった。HALEO TOP TEAMと地元カナダ人ミュージックバンドMONKEY MAJIK、ヒップホップグループGAGLEなどの協力を得てホルトンの会社は地元自衛隊の主要サポーターとなり、チャリティイベント、HALEO Fight for Japanを主催した。
震災直後、ホルトンの会社は地元プロバスケットボールチーム仙台89ERSの復活をサポート、選手たちの練習の場と子供たちのバスケットボールキャンプの場を提供するHALEOドーム開設を援助。その年、カリフォルニア州サンディエゴ市にHALEO Inc.を設立、HALEOは国際的に初めての日本スポーツサプリメントブランドとなった。
2013年、HALEOはUFCジャパンの公式サプリメント提供会社となる。
ホルトンは仙台市の起業イニシャチブや、Venture Generation Incubation センターのアドバイザーも務めている。